# گکوی مخملی نقره‌ای
گکوی مخملی نقره‌ای (نام علمی: Oedura argentea) نام یک گونه از سرده گکوهای مخملی است.